# Virgínia Nunes Martínez
Virgínia Nunes Martínez (Barcelona, 15 d'agost de 1956; Barcelona, 29 de maig de 2024) fou una biòloga catedràtica de la Universitat de Barcelona, pionera de la genètica humana, cofundadora de l'Institut d'Investigació Biomèdica de Bellvitge (IDIBELL) i cap del grup de Genètica Molecular Humana.
La seva investigació se centrà en l'anàlisi i tractament de malalties minoritàries, entre elles la fibrosi quística i la síndrome de Wolfram, i descobrí processos interactòmics involucrats en el càncer de pròstata i la leucoencefalopatia megaencefàlica, entre d'altres. Nunes també va tenir un paper destacat en la divulgació i en la lluita per afavorir la recerca bàsica.

## Biografia
Nunes fou llicenciada i doctorada en biologia per la Universitat Autònoma de Barcelona.
Als setanta, va iniciar la seva carrera científica al Servei d'Hematologia de l'Hospital de Sant Pau, on s'especialitzà en estudis sobre la talassèmia i les hemofílies.
Després d'una estada França per formar-se en genètica humana als laboratoris de l'Inserm U91 Créteil a l'Hospital Henri Mondor, es reincorporà com a investigadora al grup de la doctora Montserrat Baiget i el doctor Xavier Estivill a l'Hospital de Sant Pau.
A finals dels anys noranta, s'incorporà a l'Institut de Recerca Oncològica (IRO), on fou membre fundadora de l'Institut d'Investigació Biomèdica de Bellvitge (IDIBELL). Dins d'aquesta fundació, Nunes va liderar el Centre de Genètica Mèdica i Molecular, i també va impulsar el programa de Gens, Malaltia i Teràpia, per la cerca de tractaments de malalties amb acció i base genètica fins llavors molt desconegudes.
En incorporar-se al Departament de Ciències Fisiològiques de la Universitat de Barcelona, va constituir la unitat de Genètica Molecular Humana de l'IBIDELL, amb investigacions centrades en la identificació de bases genètiques de diverses malalties hereditàries com la fibrosi quística i la síndrome de Wolfram. Un dels assajos que va liderar va concloure amb el descobriment dels gens responsables de la cistinúria, fet que va permetre el disseny i aplicació d'un nou tractament per la malaltia.
En el Campus de Ciències de la Salut de Bellvitge, Nunes va tenir un paper destacat en la lluita per afavorir la recerca bàsica. Allà hi exercí de professora de genètica, on també tingué un paper clau en la millora de la docència teòrica i pràctica dels estudiants de medicina i ciències biomèdiques.
En els darrers anys, va participar activament en la redacció del Diccionari de Genètica dins del Projecte DEMCAT.